# قطب زمین‌مغناطیسی

تفاوت میان قطب‌های زمین‌مغناطیسی (N_{m} و S_{m}) و قطب‌های جغرافیایی (N_{g} و S_{g})

موقعیت قطب شمال مغناطیسی و قطب شمال زمین‌مغناطیسی در سال ۲۰۱۷.

قطب زمین‌مغناطیسی یا قطب ژئومغناطیسی (انگلیسی: Geomagnetic pole) به دو نقطه پادپایی گفته می‌شود که در آن محور یک دوقطبی مناسب سطح زمین را قطع می‌کنند. این دوقطبی نظری معادل یک آهنربای میله ای قدرتمند در مرکز زمین است و بیش از هر مدل دوقطبی نقطه ای دیگر به توصیف میدان مغناطیسی مشاهده‌شده در سطح زمین نزدیک می‌شود. برعکس، قطب‌های مغناطیسی زمین واقعی آن سوی زمین نیستند؛ یعنی خطی که روی آن قرار دارند از مرکز زمین نمی‌گذرد.
به دلیل حرکت سیال در هسته بیرونی زمین، قطب‌های مغناطیسی واقعی دائماً در حال حرکت هستند (تغییرات سده‌ای). با این حال، طی هزاران سال، جهت آنها برابر با محور چرخش زمین است. به ترتیب هر نیم میلیون سال یک بار، وارونگی قطب‌ها روی می‌دهد (یعنی قطب شمال با جنوب جابه‌جا می‌شود)، اگرچه چارچوب زمانی این تغییر می‌تواند از هر ۱۰ هزار سال تا هر ۵۰ میلیون سال باشد. همچنین به دلیل انحراف میدان مغناطیسی ناشی از باد خورشیدی، قطب‌ها روزانه به صورت یک بیضی به قطر حدود ۵۰ مایل (۸۰ کیلومتر) می‌چرخند.
اگرچه قطب ژئومغناطیسی فقط نظری است و نمی‌توان مستقیماً آن را مشخص کرد، مسلماً ارتباط عملی بیشتری نسبت به قطب (شیب) مغناطیسی دارد. این موضوع به دلیل آن است که قطب‌ها اطلاعات زیادی را در مورد میدان مغناطیسی زمین، برای مثال تعیین محل مشاهده شفق‌های قطبی ارائه می‌کنند. مدل دوقطبی میدان مغناطیسی زمین در بر دارنده محل قطب‌های ژئومغناطیسی و گشتاور دوقطبی است که قدرت میدان را توصیف می‌کند.
| سال                                  | ۱۹۹۰ (قطعی)                                     | ۲۰۰۰ (قطعی)                                     | ۲۰۱۰ (قطعی)                                     | ۲۰۲۰                                            |
| ------------------------------------ | ----------------------------------------------- | ----------------------------------------------- | ----------------------------------------------- | ----------------------------------------------- |
| قطب شمال زمین‌مغناطیسی                | ۷۹°۱۲′شمالی ۷۱°۰۶′غربی / ۷۹٫۲°شمالی ۷۱٫۱°غربی   | ۷۹°۳۶′شمالی ۷۱°۳۶′غربی / ۷۹٫۶°شمالی ۷۱٫۶°غربی   | ۸۰°۰۶′شمالی ۷۲°۱۲′غربی / ۸۰٫۱°شمالی ۷۲٫۲°غربی   | ۸۰°۴۲′شمالی ۷۲°۴۲′غربی / ۸۰٫۷°شمالی ۷۲٫۷°غربی   |
| قطب جنوب زمین‌مغناطیسی                | ۷۹°۱۲′جنوبی ۱۰۸°۵۴′شرقی / ۷۹٫۲°جنوبی ۱۰۸٫۹°شرقی | ۷۹°۳۶′جنوبی ۱۰۸°۲۴′شرقی / ۷۹٫۶°جنوبی ۱۰۸٫۴°شرقی | ۸۰°۰۶′جنوبی ۱۰۷°۴۸′شرقی / ۸۰٫۱°جنوبی ۱۰۷٫۸°شرقی | ۸۰°۴۲′جنوبی ۱۰۷°۱۸′شرقی / ۸۰٫۷°جنوبی ۱۰۷٫۳°شرقی |
| گشتاور دوقطبی مغناطیسی (1022 A ⋅ m2) | ۷٫۸۴                                            | ۷٫۷۹                                            | ۷٫۷۵                                            | ۷٫۷۱                                            |

## تعریف
به عنوان مرتبه اول تخمین، میدان مغناطیسی زمین را می‌توان به‌صورت یک دوقطبی ساده (مانند آهنربای میله‌ای) مدل کرد که نسبت به محور چرخش زمین حدود ۹٫۶ درجه انحراف دارد (که قطب‌های شمال و جنوب جغرافیایی را تعریف می‌کند) و در مرکز زمین قرار دارد. قطب‌های شمال و جنوب زمین‌مغناطیسی نقاط هم‌قطری هستند که محور این دوقطبی نظری سطح زمین را قطع می‌کنند؛ بنابراین، برخلاف قطب‌های مغناطیسی واقعی، قطب‌های زمین‌مغناطیسی همیشه به ترتیب دارای یک درجه عرض جغرافیایی برابر و درجات طول جغرافیایی مکمل هستند (در سال ۲۰۱۷: عرض جغرافیایی °۸۰٫۵ شمالی، °۸۰٫۵جنوبی؛ طول جغرافیایی °۷۲٫۸ غربی، °۱۰۷٫۲شرقی). اگر میدان مغناطیسی زمین یک دوقطبی کامل بود، خطوط میدان در قطب‌های زمین‌مغناطیسی به سطح عمود بودند و با قطب مغناطیسی شمال در انتهای جنوبی دوقطبی، با قطب‌های مغناطیسی شمال و جنوب همسو می‌شدند. با این حال، مرتبه تخمین ناقص است، و بنابراین قطب‌های مغناطیسی و زمین‌مغناطیسی با فاصله از هم قرار دارند.

## موقعیت
همانند قطب مغناطیسی شمال، قطب زمین‌مغناطیسی شمال نیز قطب شمال آهنربای میله ای را جذب می‌کند و از نظر فیزیکی در واقع یک قطب جنوب مغناطیسی است. این مرکز خطوط میدان مغناطیسی «باز» است که به میدان مغناطیسی میان‌سیاره‌ای متصل می‌شود و مسیری مستقیم را برای رسیدن باد خورشیدی به یونوسفر فراهم می‌کند. در سال ۲۰۲۰، قطب زمین‌مغناطیسی در مختصات ۸۰°۳۹′شمالی ۷۲°۴۱′غربی / ۸۰٫۶۵°شمالی ۷۲٫۶۸°غربی, در جزیره الزمیر، نوناووت کانادا قرار داشت؛ در مقایسه، در سال ۲۰۱۵، در مختصات ۸۰°۲۲′شمالی ۷۲°۳۷′غربی / ۸۰٫۳۷°شمالی ۷۲٫۶۲°غربی و همچنان در جزیره الزمیر قرار داشت.
قطب زمین‌مغناطیسی جنوب نقطه ای است که محور این دوقطبی شیب‌دار با سطح زمین در نیم‌کره جنوبی قطع می‌شود. در سال ۲۰۲۰، این قطب در مختصات ۸۰°۳۹′جنوبی ۱۰۷°۱۹′شرقی / ۸۰٫۶۵°جنوبی ۱۰۷٫۳۲°شرقی, قرار داشته است؛ در حالی که در سال ۲۰۰۵، طبق محاسبات در مختصات ۷۹°۴۴′جنوبی ۱۰۸°۱۳′شرقی / ۷۹٫۷۴°جنوبی ۱۰۸٫۲۲°شرقی و در نزدیکی پایگاه وستوک واقع شده بود.
چون میدان مغناطیسی واقعی زمین یک دوقطبی دقیق نیست، قطب‌های زمین‌مغناطیسی شمال و جنوب (محاسبه‌شده) با قطب‌های مغناطیسی شمال و جنوب منطبق نیستند. اگر میدان‌های مغناطیسی زمین دقیقاً دو قطبی بود، قطب شمال سوزن قطب‌نمای مغناطیسی مستقیماً قطب زمین‌مغناطیسی شمالی را نشان می‌دهد. در عمل اینطور نیست، زیرا میدان زمین‌مغناطیسی که از هسته منشأ می‌گیرد بخش غیر دوقطبی پیچیده تری دارد و بی‌هنجاری‌های مغناطیسی در پوسته زمین نیز به میدان مغناطیسی محلی کمک می‌کند.
موقعیت‌های قطب‌های زمین‌مغناطیسی با تناسب‌های آماری با اندازه‌گیری‌های میدان زمین توسط ماهواره‌ها و نیز در رصدخانه‌های زمین‌مغناطیسی محاسبه می‌شود. این اندازه‌گیری‌ها می‌تواند با استفاده از میدان مرجع بین‌المللی زمین‌مغناطیسی (که بازه زمانی گسترده‌ای در تاریخ را پوشش می‌دهد) یا مدل مغناطیسی جهانی ایالات متحده (که فقط یک دوره پنج ساله را پوشش می‌دهد) باشد.

## جابه‌جایی
قطب‌های زمین‌مغناطیسی در طول زمان حرکت می‌کنند، زیرا میدان زمین‌مغناطیسی با حرکت آلیاژهای آهن مذاب در هسته بیرونی زمین تولید می‌شود (نظریه دینامو را ببینید). در طول ۱۵۰ سال گذشته، قطب‌ها با سرعت ۰٫۰۵ تا ۰٫۱ درجه در سال به سمت غرب حرکت کرده‌اند و با سرعت ۰٫۰۱ درجه در سال به قطب‌های واقعی نزدیک‌تر شده‌اند.
در طی چندین هزار سال، میانگین موقعیت قطب‌های زمین‌مغناطیسی با قطب‌های جغرافیایی منطبق است. دیرینه‌مغناطیس‌شناسان مدتهاست که بر فرضیه دوقطبی محوری زمین‌مرکزی (GAD) تکیه کرده‌اند، که بیان می‌کند —جدای از وارونگی‌های زمین‌مغناطیسی— موقعیت میانگین زمانی قطب‌های زمین‌مغناطیسی، همیشه با قطب‌های جغرافیایی منطبق بوده است. شواهد دیرینه‌مغناطیسی قابل‌توجهی وجود دارد که این فرضیه را تأیید می‌کند.

## وارونگی زمین‌مغناطیسی
در طول حیات زمین، جهت میدان مغناطیسی آن بارها، با تبدیل شدن شمال زمین‌مغناطیسی به جنوب زمین‌مغناطیسی و بالعکس، معکوس شده است، پدیده‌ای که به عنوان وارونگی زمین‌مغناطیسی شناخته می‌شود. شواهدی از وارونگی‌های زمین‌مغناطیسی را می‌توان در پشته‌های میانی اقیانوس مشاهده کرد، جایی که حرکت ورقه‌های زمین‌ساختی با حرکت واگرا از هم جدا می‌شوند. با خروج ماگما از گوشته و جامد شدن آن، کف اقیانوس جدید تشکیل می‌شود و مواد معدنی مغناطیسی موجود در آن در جهت میدان مغناطیسی، مغناطیده می‌شوند. مطالعه این مغناطش باقی‌مانده، دیرینه‌مغناطیس‌شناسی نامیده می‌شود؛ بنابراین، یا شروع از آخرین شکل‌گیری کف اقیانوس، می‌توان جهت میدان مغناطیسی را در زمان‌های قبل، یعنی زمانی که یک صفحه زمین‌ساختی به سمت کف اقیانوس قدیمی‌تر دور می‌شود را تشخیص داد.